# Naberezjnyje Tjelny
Naberezjnyje Tjelny (tidligere Bresjnev; russisk: Набережные Челны, tr. Naberezjnyje Tjelny; tatarisk: Яр Чаллы, latin: Jar Tjally) er den næststørste by i Republikken Tatarstan i Rusland. Naberezjnyje Tjelny er et større industrielt center, der ligger ved bredden Nizjnekamskoje reservoiret på floden Kama 225 km øst for Kasan. Byen har 544.383(2024) indbyggere. Sammen med Nizjnekamsk udgør Naberezjnyje Tjelny et storbyområde med mere end 1,1 million indbyggere.